# ۴۱ بزغاله
۴۱ بزغاله یک ستاره است که در صورت فلکی بزغاله قرار دارد.